# Donna Caritea, regina di Spagna
Donna Caritea, regina di Spagna è un'opera in due atti di Carlo Coccia, su libretto di Giacomo Serafini e (per alcuni versi del primo atto) Cesare Leopoldo Bixio. Fu rappresentata per la prima volta il 7 gennaio 1818 al Teatro Sant'Agostino di Genova.
Gli interpreti della prima rappresentazione furono i seguenti:
| Personaggio   | Interprete         |
| ------------- | ------------------ |
| Donna Caritea | Ercolina Bresso    |
| Donna Elvira  | Maria Brida        |
| Don Diego     | Geltrude Righetti  |
| Don Guglielmo | Giovanni Begnis    |
| Don Sancio    | Giacomo Rubini     |
| Don Alfonso   | Zenone Cassioletti |

## Trama
La scena è in Toledo e suoi dintorni.

### Atto I
Il re del Portogallo, Alfonso, ha dichiarato guerra alla Spagna, sdegnato poiché la regina spagnola Caritea ha rifiutato la sua offerta di matrimonio. Le truppe portoghesi stanno avendo il sopravvento, ma Caritea non intende arrendersi e si impegna personalmente nei combattimenti.
Giunge a prendere parte alle battaglie anche Diego, uno spagnolo innamorato di Caritea che era fuggito perché era stato da lei rifiutato e aveva ucciso un altro pretendente della regina, Pompeo. Il caso vuole che sia proprio Diego a salvare Caritea che rischia di morire nei pressi del campo portoghese; Diego, in cui è ancora palpitante l'amore per Caritea, non viene però riconosciuto, poiché sono passati ormai dieci anni dalla sua fuga. Segue una scena molto concitata aperta dall'arrivo dello stesso re portoghese, nella quale Diego apprende che suo padre è stato ucciso da Alfonso, che tiene prigioniera la sorella Elvira, innamorata di Sancio, amico di Diego e capitano di Caritea; giungono altri guerrieri spagnoli, e Alfonso, che nel suo furore stava per colpire Caritea, minacciato con un pugnale è costretto a concedere una tregua e liberare Elvira.

### Atto II
Alla ripresa dei combattimenti i portoghesi hanno ancora la meglio e stanno ormai per entrare in Toledo. Elvira piange sempre disperata la morte del padre. Caritea, ferma davanti a un busto di Pompeo mentre piange il suo antico amore, viene vista da Diego, che le assicura che ucciderà Alfonso. Caritea comprende che Diego, che le ha detto di chiamarsi Pirro, è innamorato di lei, ma gli spiega che l'unico modo di ottenere la sua mano è portarle la testa di chi ha ucciso Pompeo. Diego promette che lo farà, ma invoca perdono dalla regina.
Durante l'assalto finale alla città, Caritea sta nuovamente soccombendo sotto i colpi di Alfonso, ma ancora interviene Diego, che disarma e cattura Alfonso, che si dichiara vinto.
Si preparano i festeggiamenti per il vincitore; Elvira è timorosa, perché sa che Diego dovrà finalmente svelarsi. Infatti Diego, davanti al trono, svela la propria vera identità a Caritea, poi le offre la spada con la quale ella potrà recidergli la testa, ma le ricorda anche che ha promesso di perdonare. Caritea cede alle suppliche di Diego, lo perdona e lo sceglie come proprio consorte. Il primo gesto di Diego è di chiedere clemenza per Alfonso, che viene liberato ma deve promettere amicizia alla Spagna.

## Struttura musicale
- Sinfonia

### Atto I
- N. 1 - Introduzione Quando mai del fato avverso (Coro, Guglielmo, Caritea)
- N. 2 - Duetto fra Sancio e Caritea Del nostro cor la speme (Sancio, Caritea, Guglielmo, Coro)
- N. 3 - Cavatina di Alfonso Nella mia pena amara
- N. 4 - Coro e Cavatina di Elvira Questa, che a te rechiamo - Al mio crudel dolore
- N. 5 - Coro e Terzetto fra Alfonso, Sancio ed Elvira Ver noi già inoltrasi - Guerriero, in brevi accenti
- N. 6 - Cavatina di Diego Ah! Se d'un giusto ardor
- N. 7 - Coro Squilli il suon delle trombe guerriere
- N. 8 - Finale I Donna fa cor, respira (Diego, Caritea, Alfonso, Elvira, Sancio, Guglielmo, Coro)

### Atto II
- N. 9 - Introduzione seconda Dell'ispano il disonore (Coro, Sancio)
- N. 10 - Aria di Elvira Ombra del genitor (Elvira, Diego, Sancio, Coro)
- N. 11 - Duetto fra Caritea e Diego Fido guerriero, oh quanto
- N. 12 - Aria di Alfonso Ah! Che invano si resiste (Alfonso, Coro)
- N. 13 - Sestetto Ciel pietoso ah! noi proteggi (Elvira, Coro, Sancio, Alfonso, Caritea, Diego, Guglielmo)
- N. 14 - Aria di Caritea Deh! Perdona, se tu m'ami (Caritea, Diego, Coro)
- N. 15 - Aria di Guglielmo Della patria sulla sorte
- N. 16 - Coro e Aria di Diego Viva l'invitto Eroe - Regina, io ti presento (Diego, Coro, Elvira, Sancio, Guglielmo, Caritea, Alfonso)
- N. 17 - Finaletto Copriam d'obblio le lagrime (Caritea, Diego, Alfonso, Elvira, Sancio, Guglielmo, Coro)